# Pitambara undulata
Pitambara undulata är en insektsart som beskrevs av William Lucas Distant 1906. Pitambara undulata ingår i släktet Pitambara och familjen Lophopidae. Inga underarter finns listade i Catalogue of Life.